# 李柬
李 柬（イガン、이간、1677年－1727年閏3月14日）は、李氏朝鮮の文臣、性理学者。字は公挙。号は巍巖、秋月軒。本貫は礼安。

## 人物
忠清道温陽郡出身。1707年に権尚夏に入門し、門下の江門八学士（江門八賢）に韓元震らとともに選ばれた。1710年に学行を推挙され、荘陵参奉を除授された。1715年に世子侍講院諮講を拝命した。1721年の辛丑換局により老論派が失脚したが、1725年には復権し、懐徳県監、経莚官を拝命、1726年には忠清都事兼海運判官、翊衛司翊衛を拝命した。
同門の韓元震と人物性偏在問題を議論し、その性三層説を批判し、人・物の性は同一であるという人物同性論を主張した。